# Urnisiella rubropunctata
Urnisiella rubropunctata är en insektsart som beskrevs av Sjostedt 1930. Urnisiella rubropunctata ingår i släktet Urnisiella och familjen gräshoppor. Inga underarter finns listade i Catalogue of Life.